# La Hoya
La Hoya é um município da Espanha na província de Salamanca, comunidade autónoma de Castela e Leão, de área 8,98 km² com população de 30 habitantes (2004) e densidade populacional de 3,34 hab/km².

## Demografia
| Variação demográfica do município entre 1991 e 2004 | Variação demográfica do município entre 1991 e 2004 | Variação demográfica do município entre 1991 e 2004 | Variação demográfica do município entre 1991 e 2004 |
| --------------------------------------------------- | --------------------------------------------------- | --------------------------------------------------- | --------------------------------------------------- |
| 1991                                                | 1996                                                | 2001                                                | 2004                                                |
| 24                                                  | 23                                                  | 19                                                  | 30                                                  |